# Kenny Payne
Kenneth Victor Payne, detto Kenny (Laurel, 25 novembre 1966), è un ex cestista e allenatore di pallacanestro statunitense, professionista nella NBA, in Italia, Brasile, Argentina e Australia.

## Carriera
Venne selezionato dai Philadelphia 76ers al primo giro del Draft NBA 1989 (19ª scelta assoluta).

## Statistiche

### College
| Anno      | Squadra              | PG  | PT | MP   | TC%  | 3P%  | TL%  | RP  | AP  | PRP | SP  | PP   |
| --------- | -------------------- | --- | -- | ---- | ---- | ---- | ---- | --- | --- | --- | --- | ---- |
| 1985-1986 | Louisville Cardinals | 34  | 0  | 8,9  | 43,7 | -    | 77,3 | 1,7 | 0,3 | 0,2 | 0,0 | 3,6  |
| 1986-1987 | Louisville Cardinals | 26  | 5  | 12,3 | 35,0 | 25,0 | 69,6 | 2,5 | 0,7 | 0,3 | 0,2 | 4,2  |
| 1987-1988 | Louisville Cardinals | 35  | -  | 29,6 | 48,0 | 41,0 | 76,3 | 4,7 | 1,3 | 0,6 | 0,3 | 10,7 |
| 1988-1989 | Louisville Cardinals | 33  | 33 | 29,9 | 50,8 | 42,9 | 84,0 | 5,7 | 2,1 | 0,5 | 0,4 | 14,5 |
| Carriera  | Carriera             | 128 | 38 | 20,7 | 46,9 | 40,1 | 78,2 | 3,7 | 1,1 | 0,4 | 0,3 | 8,5  |

### NBA

#### Regular season
| Anno      | Squadra            | PG  | PT | MP   | TC%  | 3P%  | TL%  | RP  | AP  | PRP | SP  | PP  |
| --------- | ------------------ | --- | -- | ---- | ---- | ---- | ---- | --- | --- | --- | --- | --- |
| 1989-1990 | Philadelphia 76ers | 35  | 4  | 6,2  | 43,5 | 40,0 | 88,9 | 0,7 | 0,3 | 0,2 | 0,2 | 3,3 |
| 1990-1991 | Philadelphia 76ers | 47  | 6  | 9,4  | 36,0 | 22,2 | 89,7 | 1,4 | 0,3 | 0,2 | 0,1 | 3,5 |
| 1991-1992 | Philadelphia 76ers | 49  | 3  | 7,2  | 44,8 | 41,7 | 69,2 | 1,1 | 0,3 | 0,3 | 0,2 | 2,9 |
| 1992-1993 | Philadelphia 76ers | 13  | 0  | 11,8 | 42,2 | 22,2 | 100  | 1,8 | 1,4 | 0,4 | 0,2 | 6,5 |
| Carriera  | Carriera           | 144 | 13 | 8,1  | 41,0 | 29,3 | 85,9 | 1,2 | 0,4 | 0,3 | 0,2 | 3,5 |

#### Play-off
| Anno     | Squadra            | PG | PT | MP  | TC%  | 3P% | TL% | RP  | AP  | PRP | SP  | PP  |
| -------- | ------------------ | -- | -- | --- | ---- | --- | --- | --- | --- | --- | --- | --- |
| 1990     | Philadelphia 76ers | 3  | 0  | 3,3 | 40,0 | 0,0 | 100 | 0,7 | 0,0 | 0,0 | 0,0 | 2,0 |
| Carriera | Carriera           | 3  | 0  | 3,3 | 40,0 | 0,0 | 100 | 0,7 | 0,0 | 0,0 | 0,0 | 2,0 |

## Palmarès
- Campione NCAA (1986)